# 비빔국수 (한국 요리)
비빔국수 또는 비빔면, 골동면(骨董麵)은 한국의 국수 요리의 일종으로, 주재료인 밀가루로 만든 국수에 오이, 당근, 깻잎, 양파 등을 넣고, 새콤달콤한 고추장 양념장으로 비빈 음식이다.

## 다른 비빔국수의 종류

### 라면
앞의 비빔국수를 라면의 형태로 만든 것으로, 흔히 비빔면이라고 하면 라면 형태의 비빔면을 가리킨다. 면발은 가늘고 스프는 양념장의 형태로 되어 있어 조리하기 쉽게 되어 있다.

#### 종류
- 팔도 비빔면
- 오뚜기 라면볶이
- 오뚜기 메밀 비빔면

### 냉면
비빔냉면도 일종의 비빔면에 속한다.

## 사진

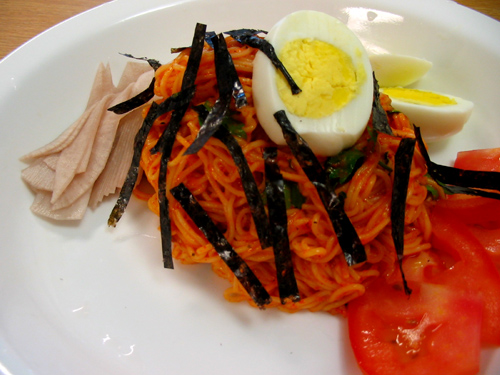
비빔국수
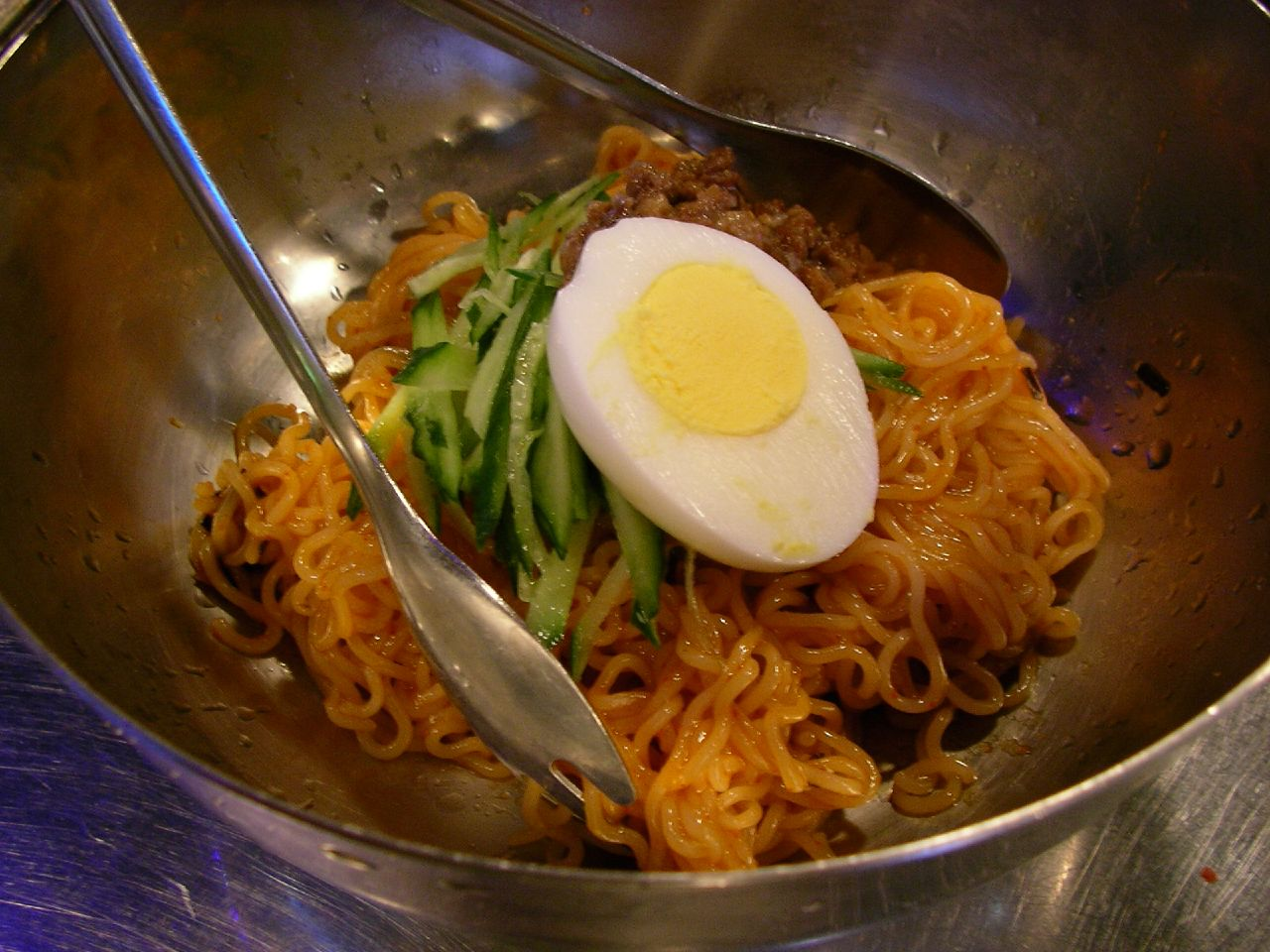
즉석 비빔국수

## 같이 보기
- 비빔밥
- 냉면